# Antoine de Beauquesne (1724-1811)
Antoine de Beauquesne (né en 1724 et mort en 1811) est un capitoul de Toulouse en 1769 où il a été anobli.

## Origines
Antoine de Beauquesne est né le 1er décembre 1724 à Auvillar. Son père, Charles de Beauquesne (1689-1753) était
licencié en droit, avocat au  Parlement du roi de 1709 à 1732, conseiller du roi en 1721, délégué de l'Intendant d'Auch au siège d'Auvillar.

## Capitoulat
Il est écuyer, seigneur  de Marmont et de Puygaillard. Élu capitoul de Saint-Étienne à Toulouse en 1769, il a déjà la charge de président, juge des traites foraines au département d'Auvillar, Rivière et Quercy, juge civil et criminel ; capitoul. Sa fonction importante prévue pour un an, lui confère le privilège du droit à la noblesse, pour lui et ses descendants. Il est entre autres subdélégué en l'intendance d'Auch.

## Période révolutionnaire
La famille de Beauquesne ne conserve ses droits féodaux que pendant cinq ans, la Révolution française abolissant ces droits. Homme paisible en 1793, il est alors âgé de 69 ans, Antoine de Beauquesne est l'objet de plusieurs dénonciations provenant du district de Valence, dont son propre neveu Descombels, marquis de Laval et de Duclot, est l'auteur des lettres au comité de surveillance révolutionnaire. Il est arrêté et emprisonné au couvent de la Visitation. Tentant une démarche pour obtenir son élargissement, sa femme et sa fille Aurée sont alors arrêtées et incarcérées au couvent de Saint-Sernin. Durant sa détention, il rédige son livre de raison qui fut publié un siècle plus tard par Amélie de Beauquesne.
Libérés après la chute de Robespierre, ils retrouvent leur château d'Asques, vidé de son contenu.

## Le château d'Asques
Le 15 août 1783, Antoine de Beauquesne achète à Jean Jacques Pierre de Lussan, comte d'Esparbès, la terre seigneuriale d'Asques avec le château pour 150 000 livres. Cette terre avait appartenu au XIIIe siècle à la famille Agras, puis au XVe siècle à la famille Grossolles et depuis le XVIIe siècle à la famille d'Esparbès de Lussan, le dernier propriétaire étant Jean Jacques Pierre de Lussan, comte d'Esparbès, lieutenant-général des armées du Roi, gouverneur de Montauban.
Construit au milieu du village, le château était entouré de grands fossés d'eau, un pont permettait d'accéder à la cour. Le château fut détruit au milieu du XIXe siècle compte tenu de son très mauvais état. Il n'en reste que le vestige de la porte principale.
Antoine de Beauquesne meurt dans son château d'Asques le 30 novembre 1811.

## Descendance
Le 17 juillet 1764, il épouse Marie Denise de Latapie de Prades de Gerval, née du mariage le 18 juin 1729 de François de Latapie et de Françoise Monique de Prades.
De cette union, naîtront neuf enfants dont cinq mourront en bas âge.
- Antoine de Beauquesne (1724-1811)
  - Luc Antoine Henri de Beauquesne (1766-1838) épouse Anne Françoise Rose Rouvairolis Rigaud de Villedieu → descendance
  - Aurée Antoinette Josèphe de Beauquesne (née à Auvillar 19 juillet 1773) épouse à Toulouse le 24 avril 1798 Joseph Marie Gabriel d'Aram (Toulouse 3 février 1770, 6 avril 1822), fils d'une famille anoblie par le capitoulat de Toulouse
    - Marie Louis Henri d'Aram (né à Toulouse 6 novembre 1801, maire-adjoint de Toulouse de 1858 à 1866, mort à Toulouse 16 avril 1889) épouse  le 14 avril 1834 Marie Clémentine Hortense de Joly
      - Guillaume Marie d'Aram (23 juillet 1844, inspecteur principal de l'Exploitation des Chemins de fer du Midi, mort à Toulouse en 1921) épouse le 8 mai 1877 Louise Victoire Sylvie  Élisabeth Mazens
        - Henri Joseph Marie d'Aram (1879-1962) épouse Marie Françoise Louise de Cheverry
          - Henri Marie Guillaume d'Aram de Valada épouse Marie-Germaine Georgette Josèphe de La Bigne de Villeneuve
            - Philippe Christian Marie Joseph d'Aram de Valada, dit Philippe d'Aram, compositeur de musique de films et enseignant
            - Guillaume Marie Louis Paul d'Aram de Valada épouse Marie-Christine Blimer
              - Quentin d'Aram de Valada (né en 1987), joueur de rugby

## Armes
Les armes d'Antoine de Beauquesne sont D'or, au chêne de sinople terrassé de même ; au chez d'azur, chargé de trois étoiles d'or.

## Hommages
Jean-Pierre Rivalz le Jeune, dit le Chevalier de Rivalz (Toulouse 1718 - Toulouse 1785), peintre de l'hôtel de ville de Toulouse de 1756 à 1777, lui consacre un tableau de dimensions 1,3 m sur 1,0 m.

## Pour approfondir